# مورغان رادفورد
مورغان رادفورد (بالإنجليزية: Morgan Radford)‏ هي صحفية أمريكية، ولدت في 18 نوفمبر 1987 في غرينزبورو في الولايات المتحدة.